# Air Creebec

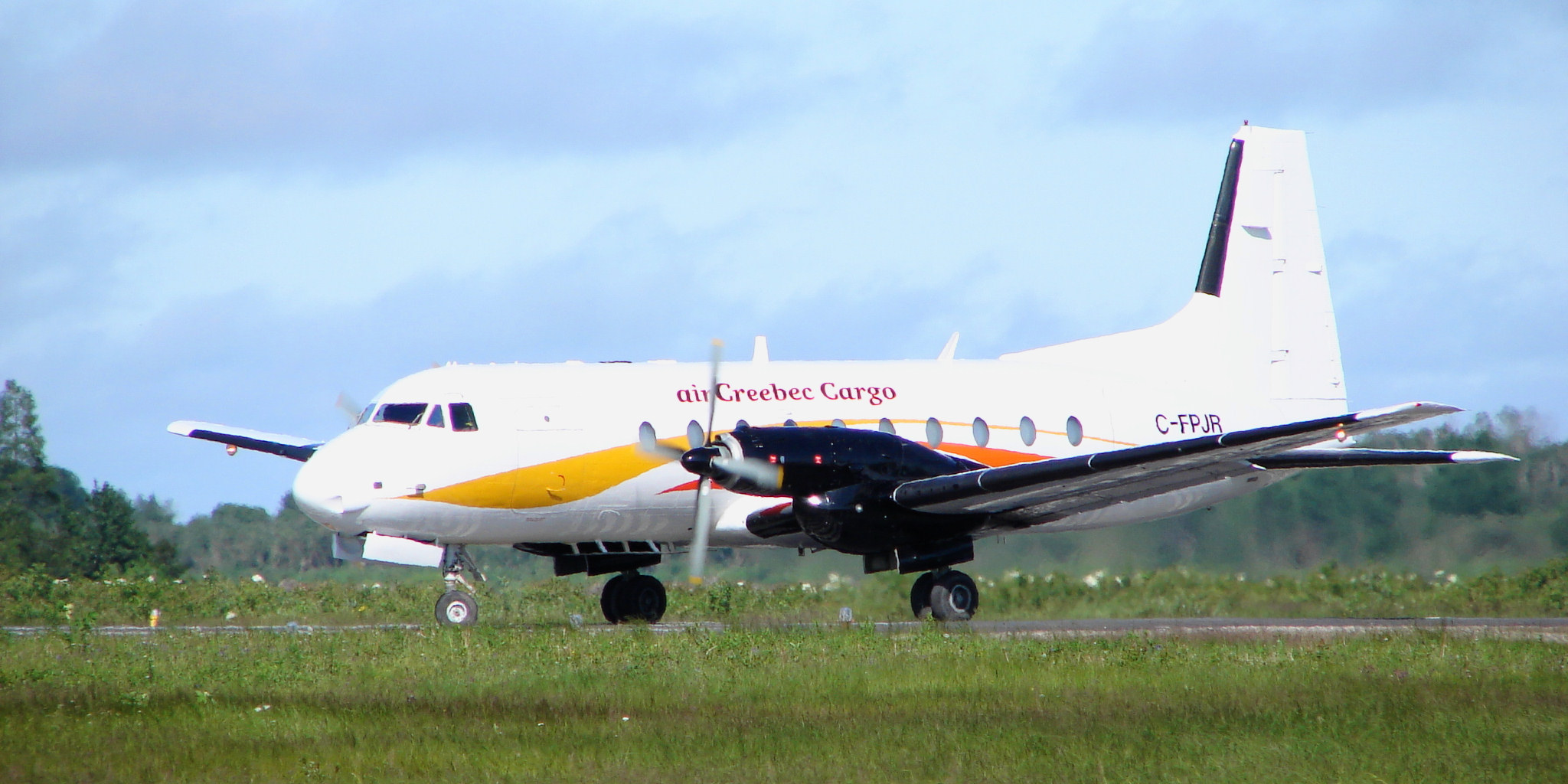
Вантажний Hawker Siddeley HS 748 (C-FPJR) авіакомпанії Air Creebec в аеропорту Музоні

«Air Creebec Inc.» (діюча, як Air Creebec) — регіональна авіакомпанія Канади зі штаб-квартирою у місті Валь-д'ор, провінція Квебек. Компанія виконує регулярні рейси населеними пунктами провінцій Квебек і Онтаріо, як вузлові аеропорти використовує Аеропорт Валь-д'ор, Міжнародний аеропорт імені П'єра Еліота Трюдо і Аеропорт Васкаганіш.

## Історія
Air Creebec була утворена в червні 1982 року і початку виконання комерційних рейсів 1 червня того ж року. На момент створення 51% власності перевізника перебувало у асоціації індіанського племені крі, 49% — в іншої канадської авіакомпанії «Austin Airways». 1988 року асоціація Крі викупила решту 49% акцій перевізника і з моменту вчинення цієї, найбільшої в історії канадських індіанців, комерційної угоди авіакомпанія «Air Creebec» повністю перебуває у власності племені Крі.

## Маршрутна мережа
Станом на квітень 2007 року авіакомпанія «Air Creebec» працювала на наступних напрямках:
 Онтаріо
- Аттавапіскат — Аеропорт Аттавапіскат
- Форт-Олбані — Аеропорт Форт-Олбані
- Кашечеван — Аеропорт Кашечеван
- Музоні — Аеропорт Музоні
- Піванук — Аеропорт Піванук
- Тіммінс — Аеропорт Тіммінс

 Квебек
- Уапмагустуї — Аеропорт Уапмагустуї
- Редіссон — Аеропорт Ла-Гранд-Рів'єра
- Чізазібі — Аеропорт Чізазібі
- Вемінджі — Аеропорт Вемінджі
- Істмайн — Аеропорт Істмайн-Рівер
- Немаска — Аеропорт Немаска
- Васкаганіш — Аеропорт Васкаганіш
- Чібугамау — Аеропорт Чібугамау
- Роберваль — Аеропорт Роберваль
- Вал-Дьор — Аеропорт Вал-Дьор
- Монреаль — Міжнародний аеропорт імені П'єра Еліота Трюдо
- Квебек — Міжнародний аеропорт Квебек-сіті імені Жана Лесажа
- Ла-Бе -Аеропорт Ла-Бе

## Флот
За даними Міністерства транспорту Канади повітряний флот авіакомпанії Air Creebec у квітні 2008 року становили такі літаки::

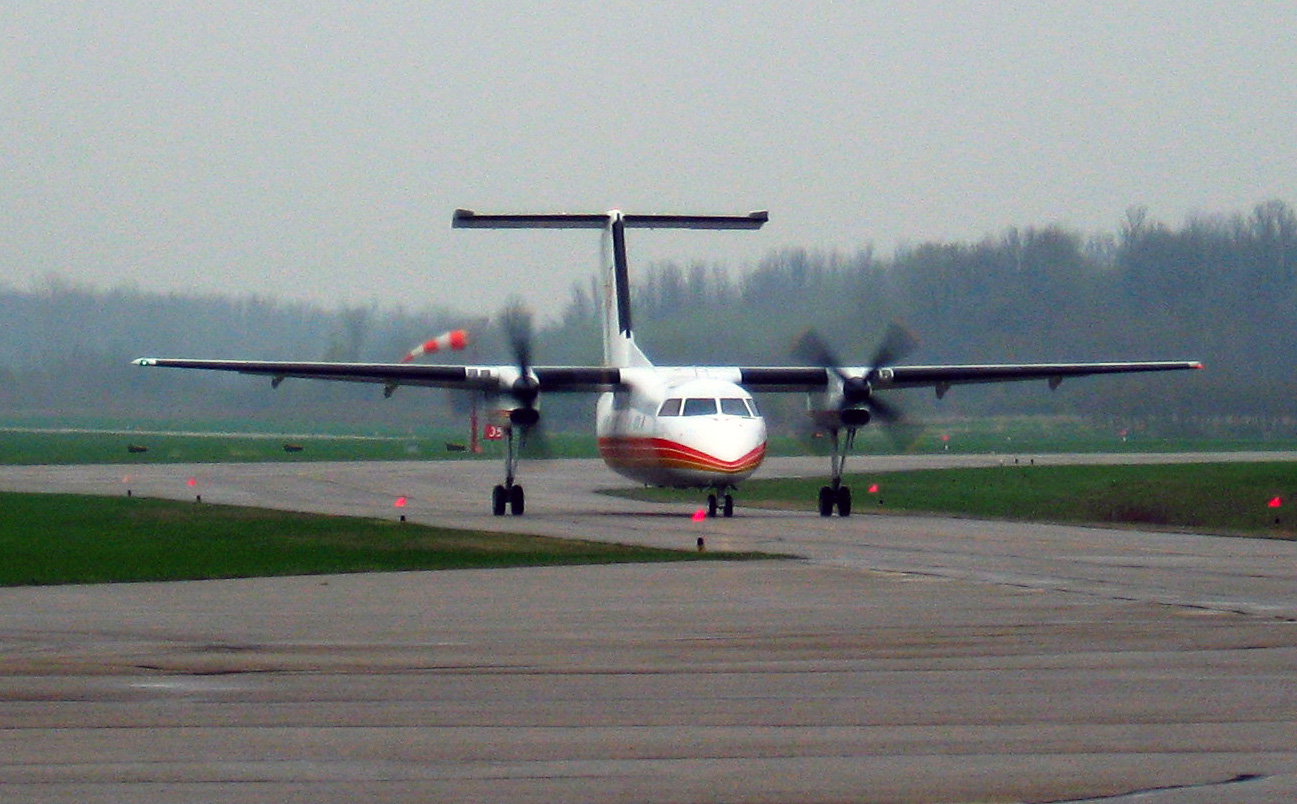
Dash-8-102 (C-FCSK) авіакомпанії Air Creebec